# Parafia Świętych Apostołów Piotra i Pawła w Białobożnicy
Parafia Świętych Apostołów Piotra i Pawła w Białobożnicy – parafia rzymskokatolicka, znajdująca się w archidiecezji lwowskiej, w dekanacie Czortków. W parafii posługują księża archidiecezjalni. Według stanu na marzec 2024 proboszczem parafii był ks. Marian Popelar.